# Válka s mloky
A Guerra das Salamandras é um livro de 1936 , de Karel Čapek.
A história começa com o capitão J.van Toch e seu barco, de nome Kandong Bandoeng. Ele descobre uma ilha chamada Devil Bay, em que há um segredo: existe uma espécie desconhecida, semelhante às salamandras, chamada Andrias Scheuzeri, que possui mãos e consegue falar. Os nativos dessa ilha têm pavor dessa espécie de salamandra, mas o capitão descobre um jeito de negociar com elas, dando em troca  pérolas, arpões. Após um tempo em contato com as salamandras, passou a escravizá-las e expandiu sua espécie pelo mundo, mas não imaginava o mal que as salamandras poderiam causar.
Essa obra é composta por três livros:livro 1, chamado Andrias Scheuchzeri, o Livro 2, chamado O progresso da civilização e o Livro 3, A guerra das salamandras.
Esse livro começa falando do capitão J.van Toch e sobre as ilhas de Tana Masa (conjunto de ilhas que se localiza Devil Bay). Naquela época, o objeto mais valioso e mais procurado era a pérola e todos os capitães estavam á sua procura. O capitão J.van Toch, ouviu dizer que na ilha de Devil Bay havia muitas pérolas, porém,  existia ``diabos marítimos´´ , que eram chamados pelos nativos  de tapa-tapas . Chegando na lá , toda tripulação de Kandong Bandoeng fica com medo dos tapa-tapas apenas van Toch não tem medo. O capitão van Toch passa o amanhecer na ilha e vê uma coisa inesperada : os tapa-tapas estavam fora d´água e trouxeram para o capitão uma ostra para que ele a abrisse para eles, pois tinham patas pequenas e sua comida favorita eram ostras.
O tempo passou, e ele decide fazer um acordo com G.H Bondy(um velho amigo do capitão), que possuía uma indústria de barcos.  O seu porteiro , o Sr. Povondra, (que mais tarde, na história,  fica muito importante) o deixa entrar.  O capitão vem lhe comprar um barco para viajar o mundo, e este continha tanques, que guardavam as salamandras.  O tempo passou, e o capitão espalhou a tal espécie pelo mundo todos.
Depois desse acontecimento, o autor para de falar do capitão e começa uma pequena história  de quatro jovens (Abe Loeb, Lílian Nowk, Judy e Freud) , a bordo do iate Gloria Pickford de Abe .Tentam iniciar sua carreira no cinema, com  o filme Robinson Crusoe , interpretado  pela Li(lílian) como Crusoé. Depois de um tempo filmando, Li se depara com os "Tapa-Tapas" e fica aterrorizada. Os diabos marítimos  latiam a palavra "Naif" (querendo dizer Knife, faca em inglês) e  traziam pérolas .Abe fica encantado ,mas não entende o que elas querem dizer. Ele falou que são Deuses Marítimos, chamando-os de Tritões. Depois de um longo terror com a espécie, Abe teve a brilhante ideia de  fazer um filme sobre  a mesma. Após o lançamento, o filme se torna um sucesso, e o conhecimento da espécie foi difundido amplamente.
Acaba aí a história dos jovens, e começa a do Sr.Thomas Greggs, funcionário do Zoológico de Londres.